# Parets
Parets (en catalán y oficialmente, Parets del Vallès) es un municipio español de la provincia de Barcelona. Se sitúa al suroeste de la comarca del Vallés Oriental, a 7 km  de su capital Granollers, y a 23 km de Barcelona. 
Tiene una área de unos 9 km², y unos 19 000 habitantes. De norte a sur, el río Tenes cruza el municipio. La población está distribuida en seis barrios: Barrio Antiguo, sobre un cerro alrededor de la iglesia; el Ensanche, el de más habitantes, planificado en los años 30; el Matadero; Can Cerdanet; Can Volart, y Can Riera.

## Historia
La primera referencia histórica a este municipio es del año 878, pero la primera vez que se utiliza el nombre de Parets es el 904 (vila Parietes). El nombre actual proviene del siglo XII, probablemente originado por unas paredes romanas encontradas por los alrededores.
Parets tenía jurisdicción directa por parte del rey (Pedro IV de Aragón, el Ceremonioso), excepto por un corto periodo al 1383 cuando el niño Juan (posteriormente Juan I de Aragón, el Cazador) lo vendió al noble Marc de Planella. La mujer de Bernat de Planella volvió la jurisdicción al rey al 1385. Para evitar que esto volviera a suceder, Parets aconteció oficialmente una calle de Barcelona lo 1386.
Al 1385, Parets, Mollet del Vallés y Gallecs formaban parte de un mismo municipio. Parets se independizó del resto a mediados del siglo XIX, al 1849. El pueblo ha ido alternando periodos esplendorosos y tristes en su historia milenaria: los tiempos oscuros de los siglos XIV y XV, el poco crecimiento demográfico del siglo XVII, o el próspero siglo XVIII. En 1706 las tropas del rey Felipe V incendiaron la iglesia, y los archivos de Parets se quemaron con ella.

## Lugares de interés

### Torre de Cellers

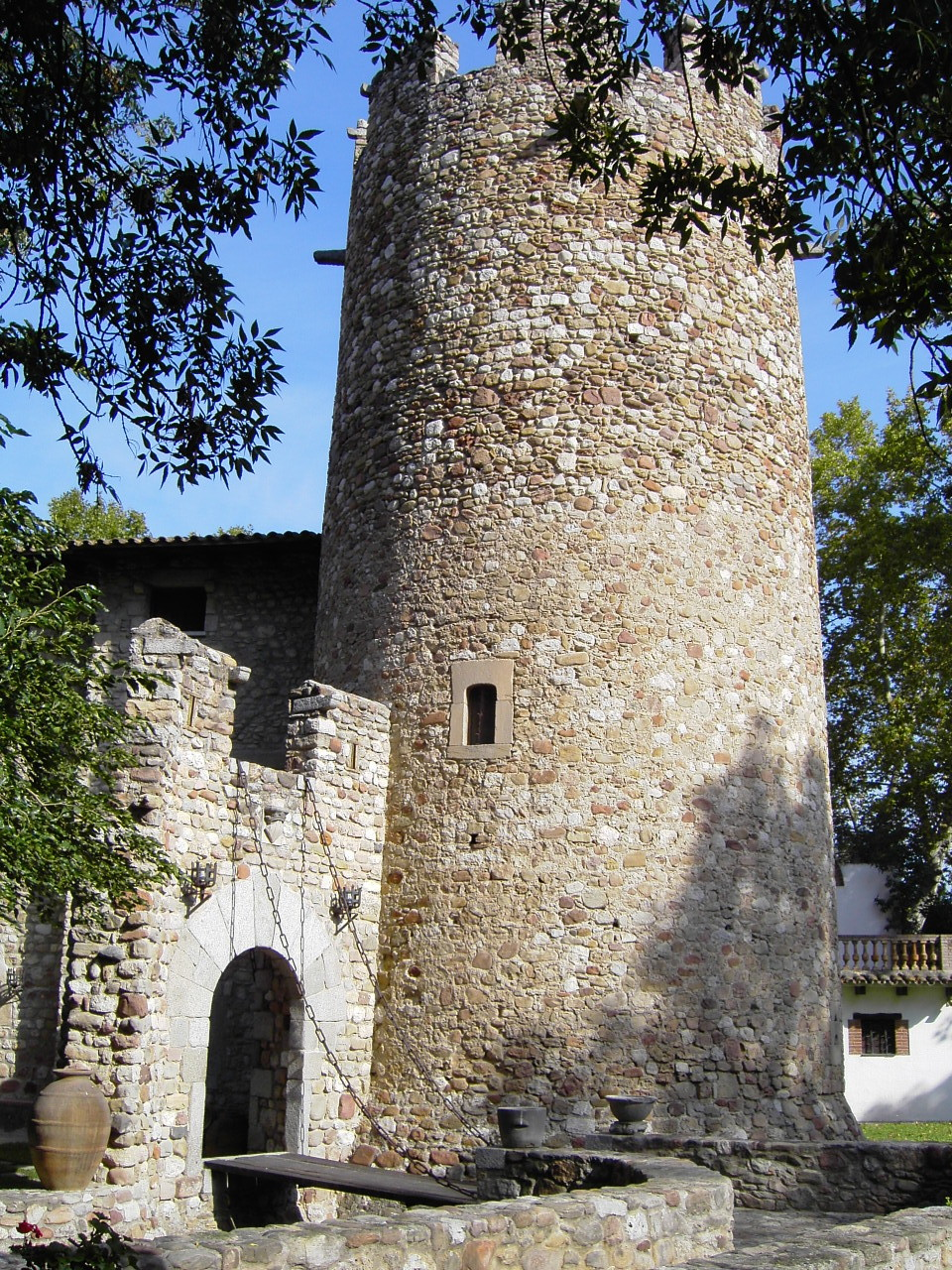
Torre de Cellers

Se piensa que esta fortaleza fue construida sobre una antigua villa romana llamada villa Abdela, situada sobre la vía Augusta. Ahora, esta fortificación medieval está enclavada en medio de un polígono industrial. Es un cortijo fortificado entre la riera del Tenes y el río Besós. Es originario del siglo XIII y reconstruido los siglos XIV y XV. Es de planta cuadrada con cubierta a cuatro vertientes, y dos torres de planta circular con almenas a los ángulos opuestos en el edificio. Estas torres tienen aspilleras redondas para armas de fuego. El año 1999 fue reconocido como el castillo mejor conservado de Cataluña.
Las leyendas siempre han vinculado el castillo con la magia y los fantasmas. El hallazgo de un tesoro de monedas protagonizada por los masovers y gracias a la intervención de una vaca sería la historia fantástica más tendido.

### Torre de Malla

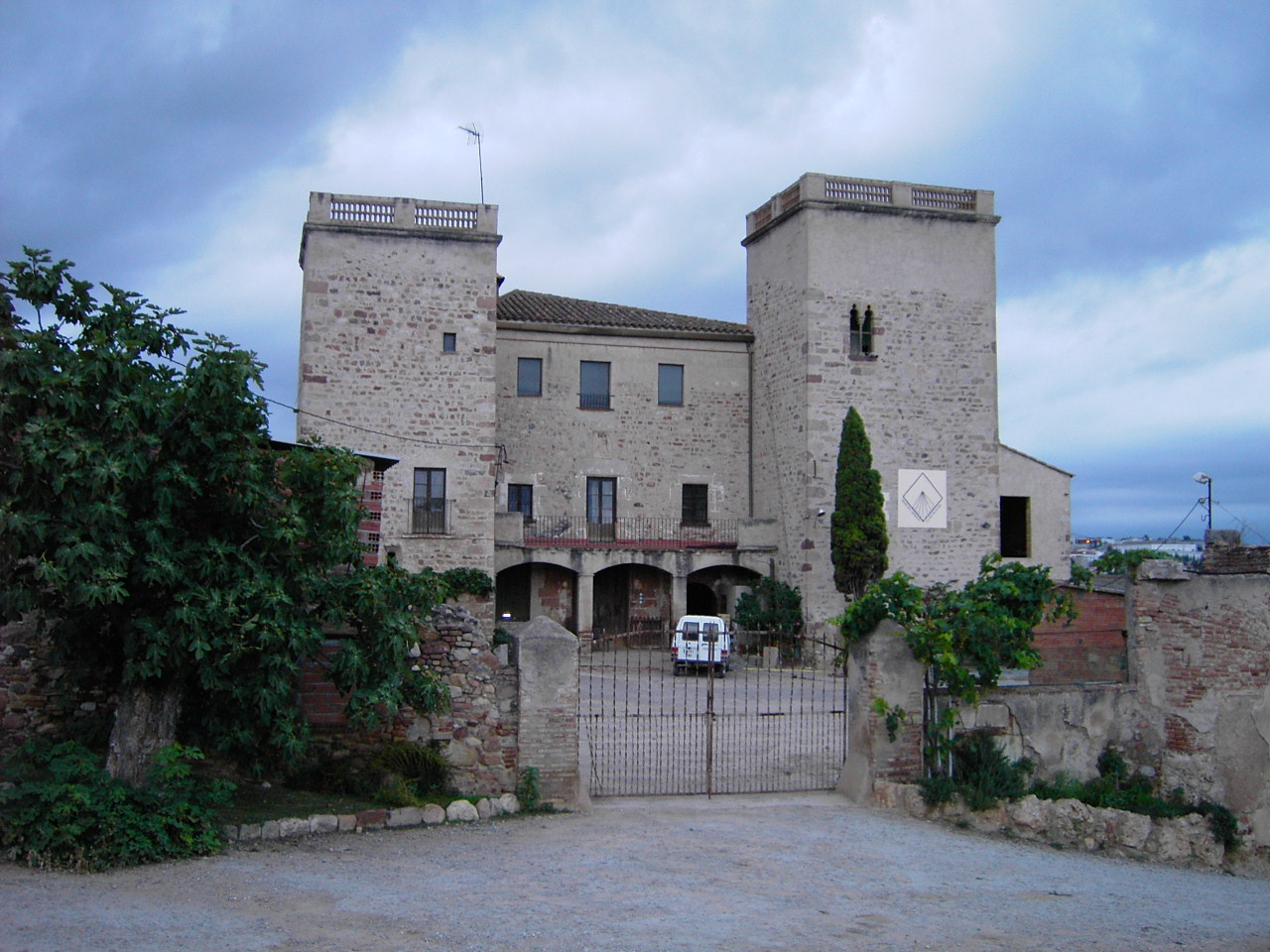
Torre de Malla

Se han encontrado restos posiblemente romanos en su término. Se cree que la Torre de Malla fue una villa romana llamada Villa Alzar, que defendía el cruce de la Vía Augusta que iba a Martorell con la vía romana de Barcelona en Vich, pasando por Caldas de Montbui. Su función principal era la defensa del camino y de los peatones y la secundaria, la explotación agrícola, adjudicada a un general retirado del ejército romano. Una de las leyendas explica que la Torre Malla fue residencia de un moro, muy rico y poderoso.

## Industria
Parets tiene un emplazamiento privilegiado y una red de comunicaciones excelente, que conecta el municipio directamente con el resto de España y de Europa. Este es el motivo de que Parets resulte una localización tan atractiva por la industria. Parets es uno de los centros industriales más importantes de la comarca (unos 5000 trabajadores). La mayoría de la gente que trabaja en Parets son empleados de pequeñas y medianas empresas, pero también hay una representación importante de grandes compañías (por ejemplo Danone, Nutrexpa, Grupo Zeta, Fujifilm, Freudenberg, Grifols, Solvay y Novartis).
Hay cinco polígonos industriales, principalmente al margen izquierdo del río Tenes: Quitando, Can Volart, Ensanche Industrial, Sector Mollet y Sector Autopista. La superficie total de estos polígonos es de 199 ha.

## Demografía
Parets cuenta con una población de 18 881 habitantes (INE 2024).
| Gráfica de evolución demográfica de Parets entre 1857 y 2021 |
| |
| Población de derecho según los censos de población del INE. Población de hecho según los censos de población del INE.En estos censos se denominaba Parets: 1857, 1860, 1877, 1887, 1897, 1900, 1910, 1920, 1930, 1940, 1950, 1960, 1970 y 1981. Entre el censo de 1857 y el anterior, aparece este municipio porque se segrega del municipio Mollet. |

| 1497 | 1515 | 1553 | 1717 | 1787 | 1857 | 1877 | 1887 | 1900 |
| ---- | ---- | ---- | ---- | ---- | ---- | ---- | ---- | ---- |
| 22   | 25   | —    | —    | —    | 900  | 1094 | 1198 | 1245 |

| 1910 | 1920 | 1930 | 1940 | 1950 | 1960 | 1970 | 1981 | 1990   |
| ---- | ---- | ---- | ---- | ---- | ---- | ---- | ---- | ------ |
| 1503 | 1583 | 1957 | 2177 | 2325 | 2950 | 5626 | 8741 | 10 743 |

| 1992   | 1994   | 1996   | 1998   | 2000   | 2002   | 2004   | 2006   | — |
| ------ | ------ | ------ | ------ | ------ | ------ | ------ | ------ | - |
| 11 268 | 11 889 | 12 601 | 13 513 | 14 478 | 15 323 | 15 912 | 16 413 | — |

## Personajes ilustres
José Luis cabello
Camionero , pensador y poeta

## Galería de imágenes

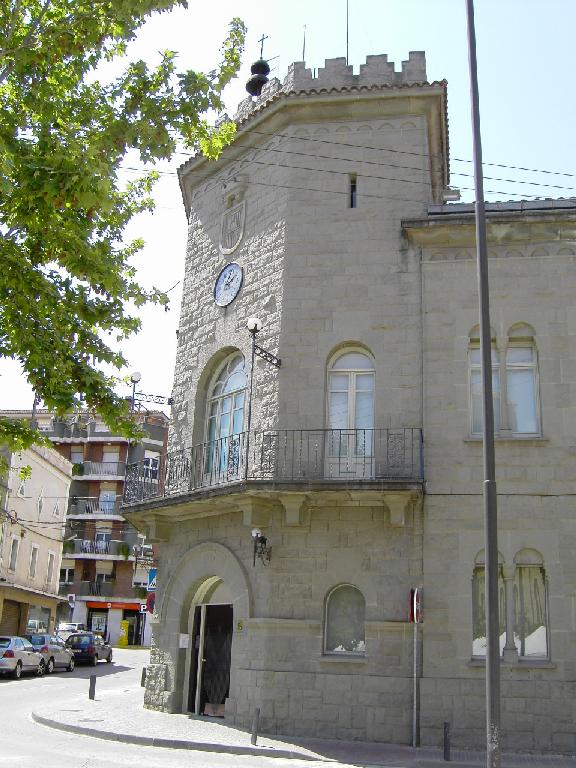
Ayuntamiento
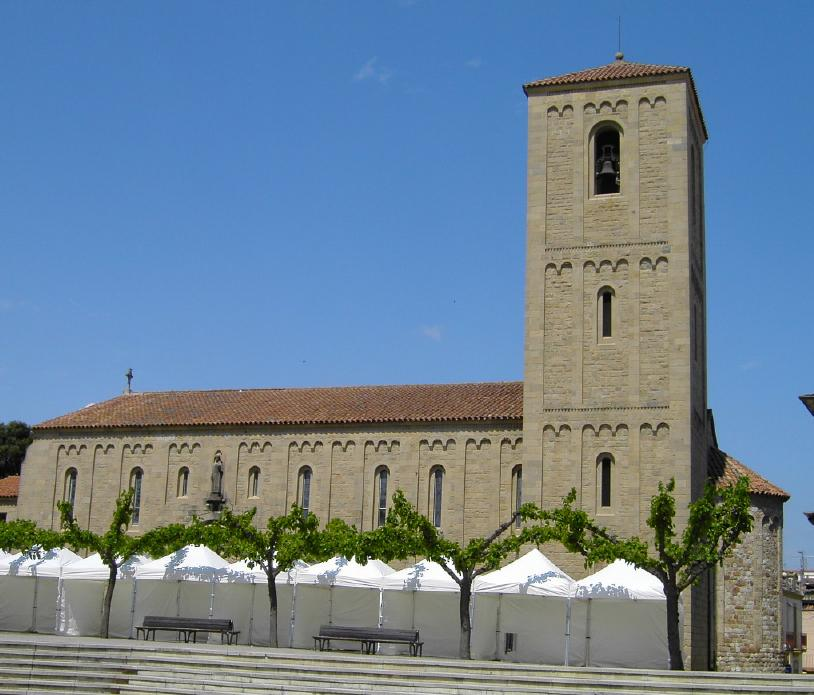
Iglesia de San Esteban
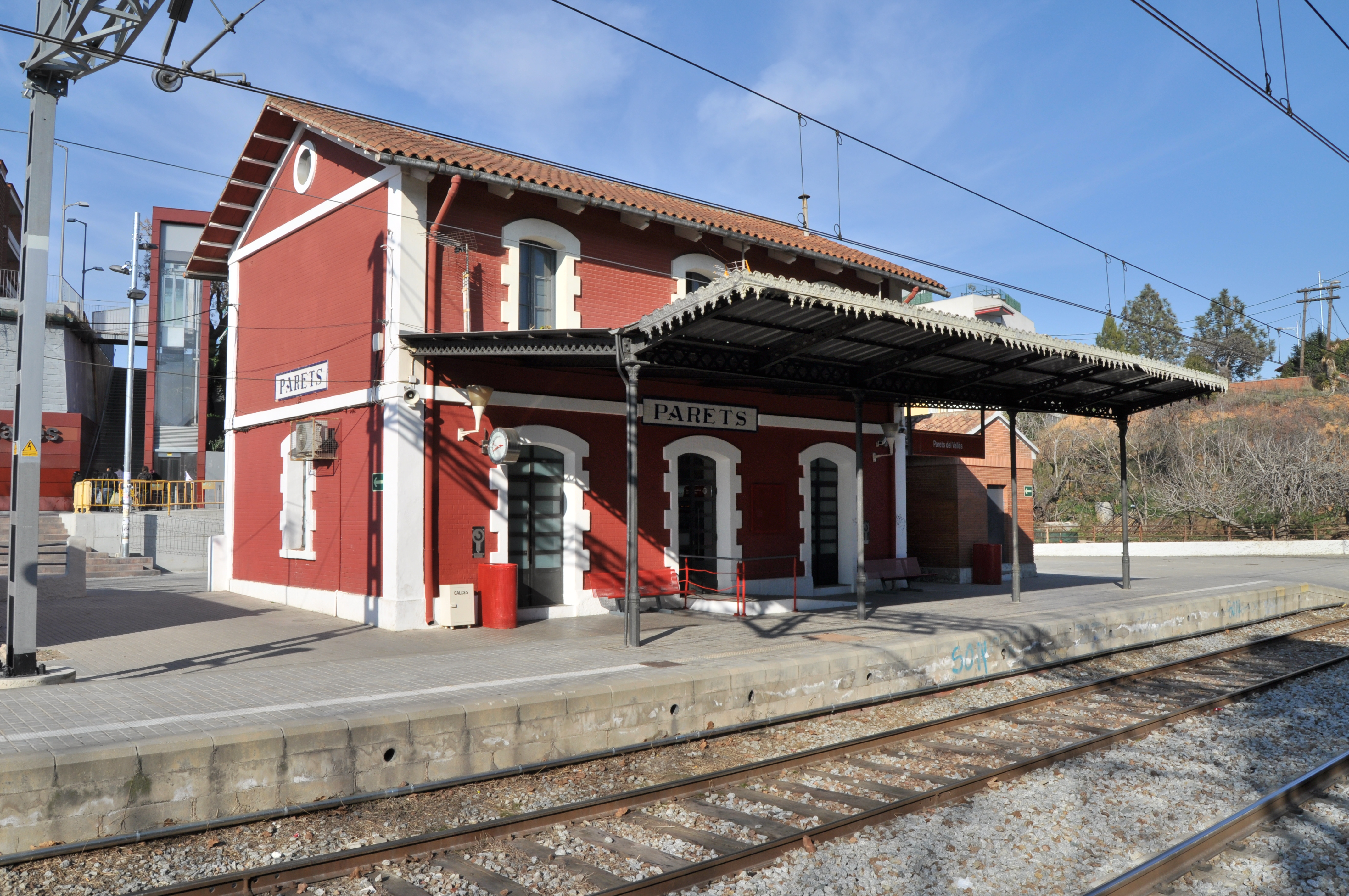
Estación de Parets del Vallès.
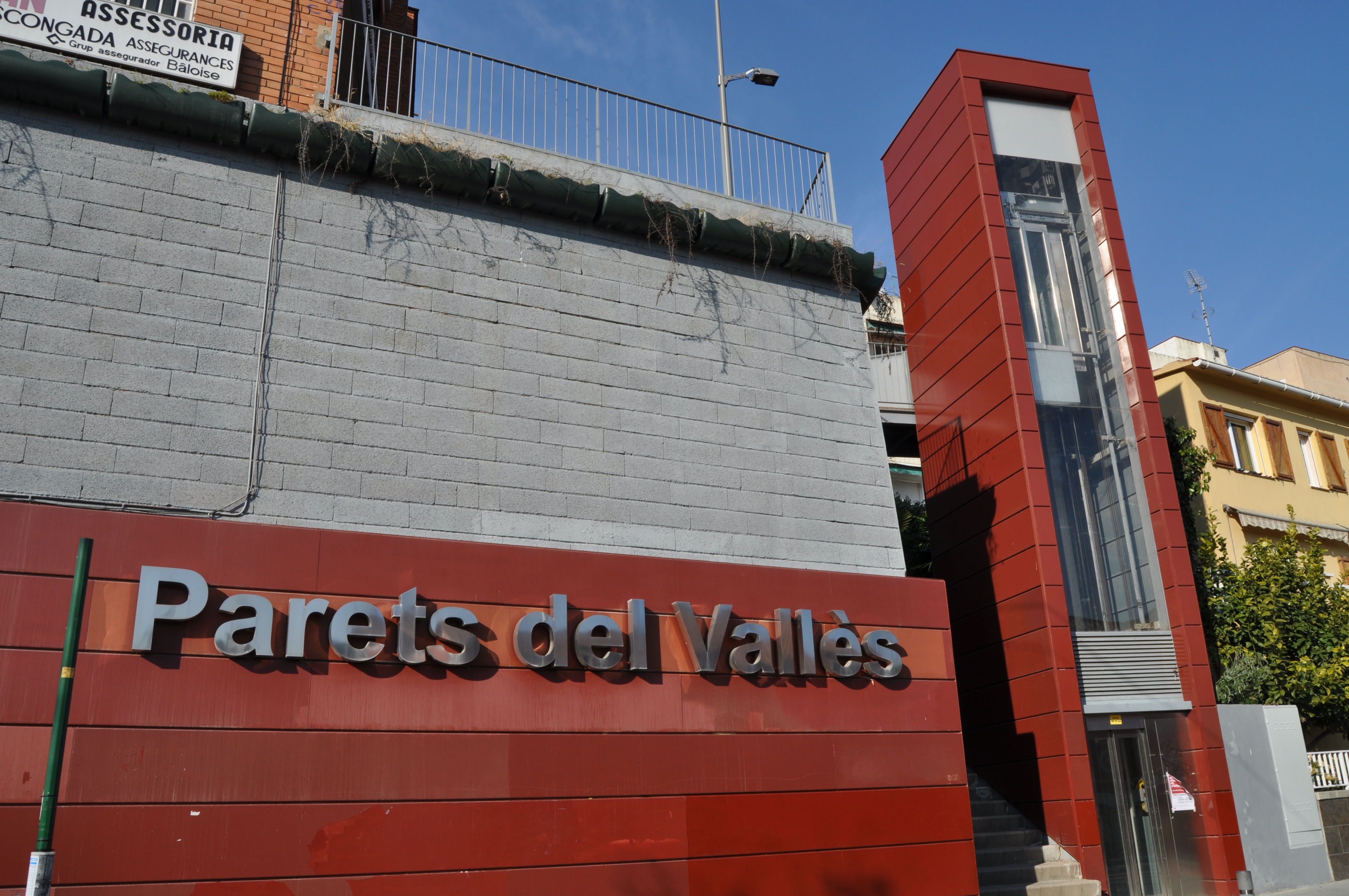
Escaleras y ascensor de acceso desde la estación de Parets del Vallès al barrio del Ensanche.